# پرسی ارنست شرام
پرسی ارنست شرام (آلمانی: Percy Ernst Schramm; ۱۴ اکتبر ۱۸۹۴ – ۱۲ نوامبر ۱۹۷۰) پژوهشگر مطالعات قرون وسطا، تاریخ‌نگار، و استاد دانشگاه اهل آلمان بود.
وی همچنین برندهٔ جوایزی همچون پور لی میریت شده است.